# Peperomia proctorii
Peperomia proctorii är en pepparväxtart som beskrevs av Truman George Yuncker. Peperomia proctorii ingår i släktet peperomior, och familjen pepparväxter. Inga underarter finns listade i Catalogue of Life.